# Samsung völlurinn
Samsung völlurinn (do 2012 Stjörnuvöllur) – stadion w islandzkiej miejscowości Garðabær. Swoje mecze rozgrywa na nim klub Stjarnan. Stadion posiada 990 miejsc siedzących na jedynej zadaszonej trybunie, ale według różnych źródeł jest w stanie pomieścić 1000, 1292 lub 1979 widzów. W lipcu 2012 obiekt zmienił nazwę ze Stjörnuvöllur na obecną.